# Зачарованные (комиксы)
Зачаро́ванные — серия комиксов, основанная на популярном телесериале «Зачарованные». После завершения съёмок телесериала Пол Рудитис предложил выпускать по его мотивам комиксы. Комиксы развивают сюжетную линию сериала. Первый выпуск 9 сезона вышел 16 июня 2010 года, финальный, двадцать четвёртый выпуск, был выпущен 3 октября 2012 года. Первый выпуск 10 сезона был представлен 9 октября 2014 года на фестивале «Comic Con» в Нью-Йорке. Заключительный выпуск 10 сезона (и всего комикса в целом) был издан 14 сентября 2016 года.

## История
История о Зачарованных начинается примерно через 18 месяцев после последнего эпизода телесериала («Зачарованные навсегда»). Каждая из сестёр замужем и имеет детей. Пайпер открывает свой ресторан. Кроме Уайатта и Криса, у неё рождается дочь Мелинда. У Фиби родилась дочь от Купа, которую они назвали Прюденс Джонна (сокращённо — Пи Джей) — в честь старшей сестры Фиби и ее бабушки. Фиби вот-вот должна выйти на работу. У Пейдж — девочки-близняшки Тамора и Кэт и приёмный сын Генри Митчелл Младший. По совместительству она помогает Лео, ставшему директором Школы Магии.
С появлением новых забот, сёстры почти забыли о своей магической способности. А демоны Нина и Хоган пытаются воскресить Хозяина. Они убивают Бритни, первую невинную Зачарованных, спасённую от Джавны. Сёстры видят, что она состарилась до неузнаваемости. Пейдж пытается помочь трудному подростку, который стал ведьмаком, объяснив ему, что у ведьмы есть всего 48 часов для совершения выбора. Но Пейдж вынуждена отлучиться к  сёстрам, а Нина и Хоган, пользуясь моментом, убивают невинного.
Тем временем, пытаясь узнать причину смерти Бритни, Фиби получает видение, где ясно показано, что все невинные, спасённые Зачарованными за 9 лет, могут погибнуть.

## Список выпусков

### Зачарованные. Истоки (The Sourcebook)
- Номер выпуска: 0
- Дата выхода: 16 июня 2010 года

Этот комикс является вводным и рассказывает о Вселенной Зачарованных, как устроен их мир, и что происходило в 1—8 сезонах сериала. В выпуске описываются различные места, объекты и герои, которые повлияли на судьбу «Зачарованных», и имели большое значение в сюжете. Выпуск рассчитан на читателей, которые не посвящены в события и сюжет сериала.

### Зачарованная жизнь (Charmed Lives)
- Номер выпуска: 1
- Дата выхода: 21 июля 2010 года

Сёстры Холливелл возвращаются в Сан-Франциско, чтобы прожить спокойную жизнь с мужьями и детьми. Они действительно заслужили отдых, но получится ли заняться личной жизнью, если всё-таки приходится сражаться со злом?

### Ведьмы без отдыха (No Rest For the Wicca)
- Номер выпуска: 2
- Дата выхода: 1 сентября 2010 года

Прошло несколько лет, после того, как Зачарованные сразились с Кристи и Триадой. Они живут своей новой жизнью, воспитывают детей, а тем временем, в Преисподней Зло готовит новое нападение на сестёр. У Пейдж появляется подопечная, Зачарованная ступает на новый путь обучения. Фиби и Пайпер идут на похороны Бритни, их первой невинной, которую они спасли вместе с Прю от демона Джавны. Сёстры подозревают, что смерть их подруги - не случайность, а проделки демона, который представляет опасность не только для всех невинных, которых ведьмы когда-то спасли, но и для них самих.

### Пропавшие невинные (Innocents Lost)
- Номер выпуска: 3
- Дата выхода: 6 октября 2010 года

Кто-то или что-то похищает невинных, которых когда-то спасли Зачарованные. Пайпер, Фиби и Пейдж решают всерьёз заняться расследованием этого дела. Оказывается, что Преисподня хочет вернуть из Чистилища старого врага Зачарованных, для уничтожения которого у сестёр Холливелл может не хватить сил.

### Кровные враги (Mortal Enemies)
- Номер выпуска: 4
- Дата выхода: 15 декабря 2010 года

Чтобы спасти украденных невинных, сёстры Холливелл приносят их в особняк. Зачарованные ещё не знают, что Хозяин вернулся. Он произносит заклинание, которое настраивает всех невинных, которых спасли Зачарованные, против Силы Трёх. Но сёстры всё-таки узнают, что Хозяин вернулся из Небытия, чтобы отомстить ведьмам за свою гибель.

### Неприродные ресурсы (Unnatural Resources)
- Номер выпуска: 5
- Дата выхода: 19 января 2011 года

Зачарованные столкнулись с Древнейшей армией Зла. Накануне дня открытия ресторана Пайпер Фиби и Пейдж бросают им вызов, сами не зная, что Армия Зла просто разрушит семью Холливелл.

### Моральный урок… возвращается (Morality Bites… Back)
- Номер выпуска: 6
- Дата выхода: 16 февраля 2011 года

Девять лет назад Фиби видела, что её публично сожгут на костре 26 февраля 2009 года за убийство оправданного убийцы её парня. Эта дата приближается. Фиби всеми силами старается сохранить жизнь своему парню. Хотя, может быть, её не казнят, ведь в том видении Прю была жива.

### Наследник (The Heir Up There)
- Номер выпуска: 7
- Дата выхода: 2 марта 2011 года

Пайпер взволнована. Её дочь получила способности к перемещению себя и предметов, как тётя Пейдж. Пайпер предлагает заблокировать её силы, иначе она привлечёт внимание демонов. Лео отправляется к Старейшинам за советом и получает его. Принятие этого решения может сильно повлиять на судьбу Пайпер и Лео. Тем временем Нина становится Тёмной Хранительницей. Она идёт в дом Зачарованных, чтобы забрать их силы.

### О, Генри (Oh, Henry)
- Номер выпуска: 8
- Дата выхода: 16 марта 2011 года

Бездомные невинные становятся жертвами Тёмных Хранителей во время борьбы со Светлыми Хранителями. Наконец, Нину разоблачают Зачарованные. Сёстры хотят победить её, но их сил может оказаться недостаточно. В выпуске рассказывается, как Пейдж усыновила Генри-младшего.

### Отчаянные поиски Пайпер (Desperately Seeking Piper)
- Номер выпуска: 9
- Дата выхода: 25 мая 2011 года

Пайпер пропала. Старейшины в отчаянии. В это время Великая сила начинает действовать. Никто не знает как её остановить. Лео решает показать Зачарованным как зарождались магия, Добро и Зло. Может быть, это поможет им победить в схватке.

### Три беспомощные ведьмы(Three Little Wiccans)
- Номер выпуска: 10
- Дата выхода: 8 июня 2011 года

Сила Трёх рушится. Пейдж и Фиби пытаются успокоить семью и начать вновь бороться со Злом. Но Великая сила отдаляет оставшихся сестёр всё дальше и дальше друг от друга. Вернуть Пайпер, возможно, не удастся.

### Последнее усилие ведьмы (Last Witch Effort)
- Номер выпуска: 11
- Дата выхода: 22 июня 2011 года

Чтобы победить Великую силу и вернуть Пайпер, есть способ - переместиться на Астральную равнину, где нет времени и пространства. Чтобы в очередной раз возродить Зачарованных, оставшимся сёстрам придется вступить в серьёзную схватку с Великой силой.

### Зачарованные наступают (The Charmed Offensive)
- Номер выпуска: 12
- Дата выхода: 6 июля 2011 года

Сёстры Холливелл и Лео проводят ожесточённую схватку на Небе, чтобы спасти Землю от Зла и захватить Подземный Мир. Предпосылки к этому сражению были задолго до того, как Зачарованные стали Зачарованными. Если им удастся победить, то Добро восторжествует, если нет, то Пайпер, Фиби и Пейдж, а также всё, что с ними связано, канут в небытие.

### Место Пайпер (Piper’s Place)
- Номер выпуска: 13
- Дата выхода: 31 августа 2011 года

Пайпер добилась успеха, о её ресторане говорит весь Сан-Франциско, но она не знает как совмещать бизнес, магию и семью. Из-за этого всё идёт наперекосяк.

### Мучения Купа (Cupid’s Harrow)
- Номер выпуска: 14
- Дата выхода: 28 сентября 2011 года

Купидон впервые встречается с бывшим мужем Фиби Коулом. Чтобы помочь бывшему возлюбленному, Фиби исследует его прошлое, не подозревая, что она может пробудить древние силы. Коул тем временем хочет, чтобы Фиби вернулась к нему.

### Поджигатель там, где дым (Where There’s Smoke There’s a Firestarter)
- Номер выпуска: 15
- Дата выхода: 26 октября 2011 года

Дом Пейдж сгорает дотла из-за таинственного огня. Причиной поджога может быть Поджигатель, но на самом деле все не так просто. Смогут ли Зачарованные противостоять очередной угрозе из прошлого, или же станут виновниками последнего изменения в их жизнях? Тайна, которую скрывает Пайпер, не только содержит ответ на вопрос Пейдж, но и может привести к новым проблемам.

### Небеса могут подождать (The Heavens can wait)
- Номер выпуска: 16
- Дата выхода: 30 ноября 2011 года

Зачарованные приступают к поискам, чтобы найти ответ на вопрос Лео, мучающий его вот уже несколько месяцев. Им потребуется призвать все силы, чтобы защититься от поджидающих их опасностей. Между тем, Коул делает важный шаг в своем путешествии.

### Семья вдребезги (Family Shatters)
- Номер выпуска: 17
- Дата выхода: 28 декабря 2011 года

Казалось бы невинная встреча, но она может иметь катастрофические последствия для Зачарованных, ведь это заключительная часть плана Реннека, который попадает в точку. Хотя Лео идёт вслед за своим старым другом, Пайпер, Фиби и Пейдж должны встретиться с гостем из прошлого, которая может уничтожить их будущее.

### Команда из четырёх (Four’s Company)
- Номер выпуска: 18
- Дата выхода: 1 февраля 2012 года

Демоны бегут из Сан-Франциско, Школа Магии в смятении, и Лео снова пропал. Когда личные проблемы переплетаются с магическими, каждый член семьи Холливелл находится в опасности. Зачарованные должны объединиться, чтобы принести в мир порядок, в то время как их собственная магия может разорвать его на части.

### Скрещённые, Трижды-Скрещённые (Crossed, Triple-Crossed)
- Номер выпуска: 19
- Дата выхода: 22 февраля 2012 года

Когда преступник угрожает счастливой семье Пейдж, она оглядывается на своё прошлое, чтобы иметь дело с угрозой смерти. Придумав детектив из одного из её любимых романов нуар, Пейдж создает умного уличного сыщика, который должен помочь ей поймать обманщика и разоблачить его. Но когда вымышленный персонаж решает, что ему нравится жизнь за пределами страницы, охота принимает тёмный и опасный поворот.

### Старый ведьмак (The Old Witcheroo)
- Номер выпуска: 20
- Дата выхода: 21 марта 2012 года

Магические существа буйствуют на улицах, обращая бессильных в бега. Оторваные от Старейшин, Ангелов Судьбы, и большей части Магического Сообщества, нет никого, к кому можно обратиться за помощью. Вся надежда кажется потеряна, в мире, в котором Зачарованные больше не Зачарованные. В этом выпуске у Фиби рождается вторая дочь Паркер.

### Обратный ход беды (Reversal of Misfortune)
- Номер выпуска: 21
- Дата выхода: 9 мая 2012 года

С тех пор, как двери Школы Магии закрыты, Академия Нокс является одним из немногих мест на Земле, которое может предоставить убежище для тех, кто в нём нуждается. Пайпер, Фиби и Пейдж должны присоединиться к персоналу, чтобы защитить себя и своих друзей от современной правительственной охоты на ведьм, которые полагают, что каждая из них — враг.

### Позовете ли вы Прю? (Prue Ya Gonna Call?)
- Номер выпуска: 22
- Дата выхода: 11 июля 2012 года

Магические банды борются за контроль против правительственных войск, значительно урезав глубину их проникновения. Даже с Пайпер, Фиби и Пейдж в команде, они не смогут обойтись без своей магии. Потрясенная и будучи в меньшинстве, сторона добра должна положить все свои надежды на единственную самую могущественную ведьму на свете.

### Область темного света (The Darklight Zone)
- Номер выпуска: 23
- Дата выхода: 5 сентября 2012 года

Голос из могилы дает ответы из прошлого, где четыре сестры собираются вместе, чтобы решить магический кризис, который затронул весь мир. С армией близких друзей, Зачарованные готовятся к их крупнейшему сражению.

### Сила Трехсот (The Power of 300)
- Номер выпуска: 24
- Дата выхода: 3 октября 2012

Четыре сестры, связанные любовью и магией, перевернули свою жизнь с ног на голову много раз в те годы, когда впервые унаследовали свои магические силы. Теперь они должны отложить в сторону свои разногласия и работать вместе, чтобы вернуть свой мир обратно. Зачарованные должны раскрыть всю силу магии, которая росла в их роду на протяжении веков для эпическоего сражения, которое приведет девятый сезон к своему потрясающему заключению.

## Взгляды состава Зачарованных
- Алисса Милано рассказала в интервью, что предложила «Zenescope Entertainment» взять для её героини некоторые сходства в характере с самой собой.
- Холли Мари Комбс и Роуз МакГоуэн рассказывали на «Twitter», что очень довольны работой «Zenescope Entertainment». Наиболее обсуждаемым было изображение ко второму выпуску «Ведьмы без отдыха», на обложке которого, сёстры Холливелл лежат обнажёнными и прикрыты лишь листьями.
- Роуз МакГоуэн призналась, что ещё не читала комиксы.
- Zenescope Inc. заявлял, что Шеннен Доэрти не дала разрешения авторам использовать в комиксах образ Прю таким, каким он был в сериале. Однако когда актрису спросили в Твиттере о данной ситуации, оказалось, что создатели никогда не обсуждали этот вопрос с Шеннен. В комиксах Прю появилась в совершенно новом облике.